# Belemodon
Belemodon (Beelemodon) – dinozaur z grupy celurozaurów (Coelurosauria).
Żył w okresie późnej jury (ok. 152-145 mln lat temu) na terenach Ameryki Północnej. Długość ciała ok. 1,5-4 m, wysokość ok. 60 cm, masa ok. 50 kg. Jego szczątki znaleziono w USA (w stanie Kolorado).
Opisany na podstawie zębów i kilku kości. Zęby wykazują pewne podobieństwa do zębów kompsognata.